# Министерство обороны Франции
Министерство вооружённых сил Франции (фр. Ministère des Armées, до 2017 года Министерство обороны Франции (фр. Ministère de la Défense)) — орган правительства Франции, несущий ответственность за организацию и подготовку обороны и руководство вооружёнными силами страны.
С 20 мая 2022 года министерство возглавляет Себастьян Лекорню.
Штаб-квартира министерства с 1807 года расположена в отеле Де Бриан в VII округе Парижа, на улице Сан-Доминик, 14. В 2014 году планировался переезд министерства в новое здание в XV округе Парижа, 300 000 м2 общей площадью, который до настоящего времени (декабрь 2020) не состоялся.

## История
История министерства восходит к 1589 году, когда король Генрих IV ввёл должность «Государственный секретарь по военным вопросам» (наряду с другими государственными секретарями). В 1791 году эта должность получила название «военный министр». Наряду с другими министерскими постами, должность министра была отменена в 1794 году и восстановлена в следующем году. В 1930-х годах ведомство часто называли «военное министерство». После Второй мировой войны, военное министерство было объединено с военно-морским министерством. и стало называться «Министерство обороны», а с в июне 1969 года при министре Мишеле Дебре переименовано в «Министерство национальной обороны». С 1974 по 2010 год министерство снова именовалось «министерство обороны», с 2010 по 2012 год — «министерство обороны и по делам ветеранов»). В 2012 году министерству возвратили название «министерство обороны».
В 2017 году название министерства было изменено на «министерство вооружённых сил».

## Функции
Согласно Конституции Пятой республики, президент республики является верховным главнокомандующим вооружёнными силами страны, а министр обороны несёт ответственность за разработку и осуществление оборонной политики, главным образом в части военной инфраструктуры, организацию, управление, мобилизации вооружённых сил, за исключением руководства национальной жандармерией.
Министр обороны также отвечает за:
- перспективы обороны;
- ведение внешней разведки, включая военную разведку;
- прогнозирование и анализ кризисов в военной сфере;
- выработку промышленной политики и организацию научных исследований в сфере обороны;
- разработку и реализацию политики в сфере экспорта военной техники[3].

## Организационная структура
Основные подразделения министерства:
- Генеральный штаб ВС Франции;
- Генеральная дирекция по вооружению;
- Генеральный секретариат по административным вопросам[4].